# Ourisia cotapatensis
Ourisia cotapatensis es una especie de planta con flores de la familia Plantaginaceae que es endémica de hábitats de gran altitud en las montañas de los Andes tropicales del departamento de La Paz en Bolivia. Heidi Meudt y Stephan Georg Beck describieron O. cotapatensis en 2003. Las plantas de esta especie son hierbas pequeñas, perennes y ramificadas, con hojas opuestas, anisófilas, punteadas y peludas. Cada racimo corto tiene hasta cuatro flores, y cada flor tiene un cáliz regular y una corola bilabiada, en forma de embudo, bilabiada, violeta, con manchas púrpuras en el tubo de la corola, y estambres incluidos. El cáliz es peludo en el exterior y la corola tiene un anillo de pelos en la abertura del tubo, y también una línea de pelos en el interior. Esta especie se encuentra únicamente en el Parque Nacional Cotapata, de donde recibe su nombre.

## Taxonomía
Ourisia cotapatensis Meudt & S.Beck es una planta en la familia Plantaginaceae. La botánica estadounidense-neozelandesa Heidi Meudt y el botánico germano-boliviano Stephan Georg Beck describieron O. cotapatensis en 2003. Se encuentra únicamente del Parque Nacional Cotapata, de donde recibe su nombre.
El material tipo fue recolectado por Beck en 1996 en el Departamento de La Paz de Bolivia (Beck 22777). El holotipo está en el Herbario Nacional de Bolivia (Herbario LPB), y hay isotipos en los herbarios de la Universidad de Texas en Austin (TEX), Botanische Staatssammlung München (M), New York Botanical Garden (NY) y la Universidad Mayor de San Simón (BOLV).
Ourisia cotapatensis es una de cinco especies de Ourisia en los Andes tropicales, junto con O. muscosa, O. pulchella, O. chamaedrifolia y O. biflora. Estas cinco especies pertenecen al subgénero herbáceo Ourisia. Las corolas bilabiadas de color violeta de Ourisia cotapatensis también se diferencian de las corolas de las otras especies andinas tropicales, es decir, las corolas bilabiadas y rojas de O. chamaedrifolia, las corolas regulares y blancas de O. muscosa y O. biflora, y las corolas bilabiadas de color blanco o violeta pálido de O. pulchella.
De las especies andinas tropicales, O. cotapatensis es la más parecida a O. pulchella, con la que comparte corolas bilabiadas de 1–2 cm de largo, pilosas en su interior, y hojas de hasta 1 cm de largo. Se puede distinguir O. cotapatensis de O. pulchella por sus corolas curvadas y violetas que tienen manchas púrpuras (vs. blancas o violeta pálido sin manchas en O. pulchella), las corolas que tienen un anillo de pelos en la apertura del tubo y una línea de pelos entre los dos estambres largos (vs. peludas a lo largo del tubo), los cinco lóbulos del cáliz divididos equitativamente hasta la base del cáliz (vs. tres lóbulos divididos hasta la mitad y dos divididos hasta la base), pecíolos que suelen ser glabros (vs. escasamente peludos), y hojas que miden aproximadamente 2–5 mm de largo y están espaciadas uniformemente a lo largo del rizoma rastrero (vs. muy compactas).
Ourisia cotapatensis tiene hojas anisófilas, al igual que otras dos especies de Ourisia de Nueva Zelanda, O. caespitosa y O. glandulosa, pero ninguna otra especie sudamericana tiene esta característica.

## Descripción
Las plantas de Ourisia cotapatensis son hierbas perennes y rastreras. Los tallos cortos miden entre 0,5–1,1 mm de ancho y son glabras (sin pelos) o pilosas con pelos cortos no glandulares. Las hojas son opuestas, espaciadas entre 1,0 y 7,5 mm, anisófilas, pecioladas, de 1,9 hasta 5,4 mm de largo por 1,6 hasta 5,2 mm de ancho (relación largo:ancho 0,8–1,2:1). Los pecíolos de las hojas miden entre 0,6 y 2,4 mm de largo y suelen ser glabros o a veces peludos, con pelos cortos no glandulares. Las láminas de las hojas son ampliamente ovadas o muy ampliamente ovadas, más anchas debajo de la mitad, con un ápice redondeado o subagudo, base generalmente cuneiforme, y bordes dentados de forma no regular. Las superficies superiores de las hojas son peludas con pelos cortos o largos, no glandulares, y escasamente a densamente distribuidos, mientras las superficies inferiores son glabras, y ambas superficies son punteadas. Las inflorescencias son ascendentes, con racimos peludos de hasta 39 mm de largo, con 1–3 nudos florales y hasta cuatro flores en total en cada racimo. Cada nodo floral tiene una flor y dos brácteas pecioladas o sésiles que son lanceoladas u ovadas. Las brácteas son similares a las hojas pero son más peludas y más pequeñas, de 2,8 hasta 4,3 mm de largo y 1,3 hasta 2,4 mm de ancho. Las flores tienen un pedúnculo de hasta 11,0 mm de largo que tiene pelos cortos, no glandulares que son densamente distribuidos. El cáliz mide entre 3,9 y 5,9 mm de largo, y es regular, escasamente a densamente piloso con pelos cortos no glandulares en el exterior del cáliz, y tiene cinco lóbulos divididos hasta la base del cáliz. La corola mide 19,1 a 21,0 mm de largo (incluyendo el tubo de corola que mide 8,5 a 11,4 mm), y es bilabiada, curva, con forma de un embudo, de color violeta (y amarillo con manchas púrpuras en el tubo de la corola), glabro por fuera y densamente piloso por dentro en la abertura del tubo y con una línea de pelos entre los dos largos estambres. Los lóbulos de la corola son de 2,8 hasta 7,8. mm de largo, extendidas, cordadas u obcordadas y emarginadas. Hay 4 estambres que son didinamos, con dos estambres largos que llegan a la abertura del tubo y dos estambres cortos que están incluidos dentro del tubo; también está presente un estaminodio corto. El estilo mide entre 7,4 y 8,4 mm de largo, y está incluido, con un estigma capitado. El ovario mide entre 2,1 y 3,3 mm de largo y es glabro o con pelos glandulares sésiles. Los frutos son cápsulas de aproximadamente 4,0 mm de largo y aproximadamente 2,6 mm de ancho con dehiscencia loculicida. Se desconoce el número de semillas en cada cápsula, pero las semillas miden aproximadamente 0,3 mm de largo y aproximadamente 0,1 mm de ancho.
Ourisia cotapatensis florece en octubre, noviembre y febrero, pero se desconoce su período de fructificación.
Se desconoce el número de cromosomas de Ourisia cotapatensis.

## Distribución y hábitat
Ourisia cotapatensis es endémica del Departamento de La Paz en el noroeste de Bolivia, a unos 40 km de La Paz, en la carretera a Coroico en el Parque Nacional Cotapata. Esta especie crece en hábitats de gran altitud, densamente sombreados, húmedos y rocosos en el bosque nuboso de Yungas de 3000 a 3200 m sobre el nivel del mar. En general, hay pocos especímenes de herbario u observaciones de esta especie.

## Filogenia
Se incluyó un individuo de O. cotapatensis en los análisis filogenéticos de todas las especies del género Ourisia utilizando marcadores de secuenciación de ADN estándar (dos marcadores de ADN ribosómico nuclear y dos regiones de ADN de cloroplasto) y datos morfológicos.Ourisia cotapatensis se ha posicionado con regularidad con un apoyo medio a alto en el clado andino centro-norte como estrechamente relacionada con otras dos especies estudiadas de esta área (O. pulchella y O. chamaedrifolia).